# Église Saint-Pierre-ès-Liens de Sagnat
Pour les articles homonymes, voir Église Saint-Pierre-ès-Liens.
L'église Saint-Pierre-ès-Liens est une église catholique située à Sagnat, en France.

## Localisation
L'église est située dans le département français de la Creuse, sur la commune de Sagnat.

## Historique
L'édifice est classé au titre des monuments historiques en 1922.